# Jumbo (København Zoo)
 For alternative betydninger, se Jumbo (flertydig). (Se også artikler, som begynder med Jumbo)
Jumbo (født cirka 1907, død 10. marts 1953) var en vildfødt asiatisk elefant (Elephas maximus), som blev købt af Cirkus Krone i 1909. Efter ti år som cirkuselefant kom han 1919 til København Zoo. Dyret var over tre meter over skuldrene og blev i mange år af eksperter betragtet som den største asiatiske tyr i Europa.
Den 10. marts 1953 opdagede dyrepasserne, at Jumbo ikke kunne stå op. Han havde høj feber, sandsynligvis på grund af lungebetændelse, og blev aflivet med et riffelskud. Jumbo fra København skal ikke forveksles med den berømte Jumbo fra London Zoo.